# Branntweinessig
Branntweinessig, in Österreich Weingeistessig, ist ein Essig, der aus Ethylalkohol landwirtschaftlichen Ursprungs gewonnen wird. Bei der Fermentation wandeln Essigsäurebakterien den im Branntwein enthaltenen Alkohol aerob, d. h. unter Sauerstoffzufuhr, in Essigsäure um. In Deutschland ist Branntweinessig der meistproduzierte Essig. Der Name „Branntweinessig“ bezieht sich auf die alte Bedeutung von Branntwein als durch Brennen hergestellte Spirituose.
Da der Alkoholgehalt vor der Fermentation vergleichsweise hoch ist, wird er auf bis zu etwa 13 bis 14 % verdünnt und mit Nährmedien versetzt, um die Fermentation zu unterstützen. Branntweinessig ist aufgrund seines Substrats geschmacksneutral, besitzt aber eine deutlich intensivere Säure als z. B. Weinessig und muss entsprechend vorsichtiger dosiert werden. Der Säureanteil liegt in der Regel bei 5 bis 10 %, seltener aber auch bei 12 bis 14 %. Der Restalkoholgehalt kann noch 0,5 % vol. betragen.

Geläufig ist auch die Bezeichnung Tafelessig in Abgrenzung zu Weinessig oder aber für eine Mischung von Branntweinessig mit 25 % Weinessig. Branntweinessig mit einem Anteil von 10 % Säure wird oft auch als Spritessig bezeichnet.

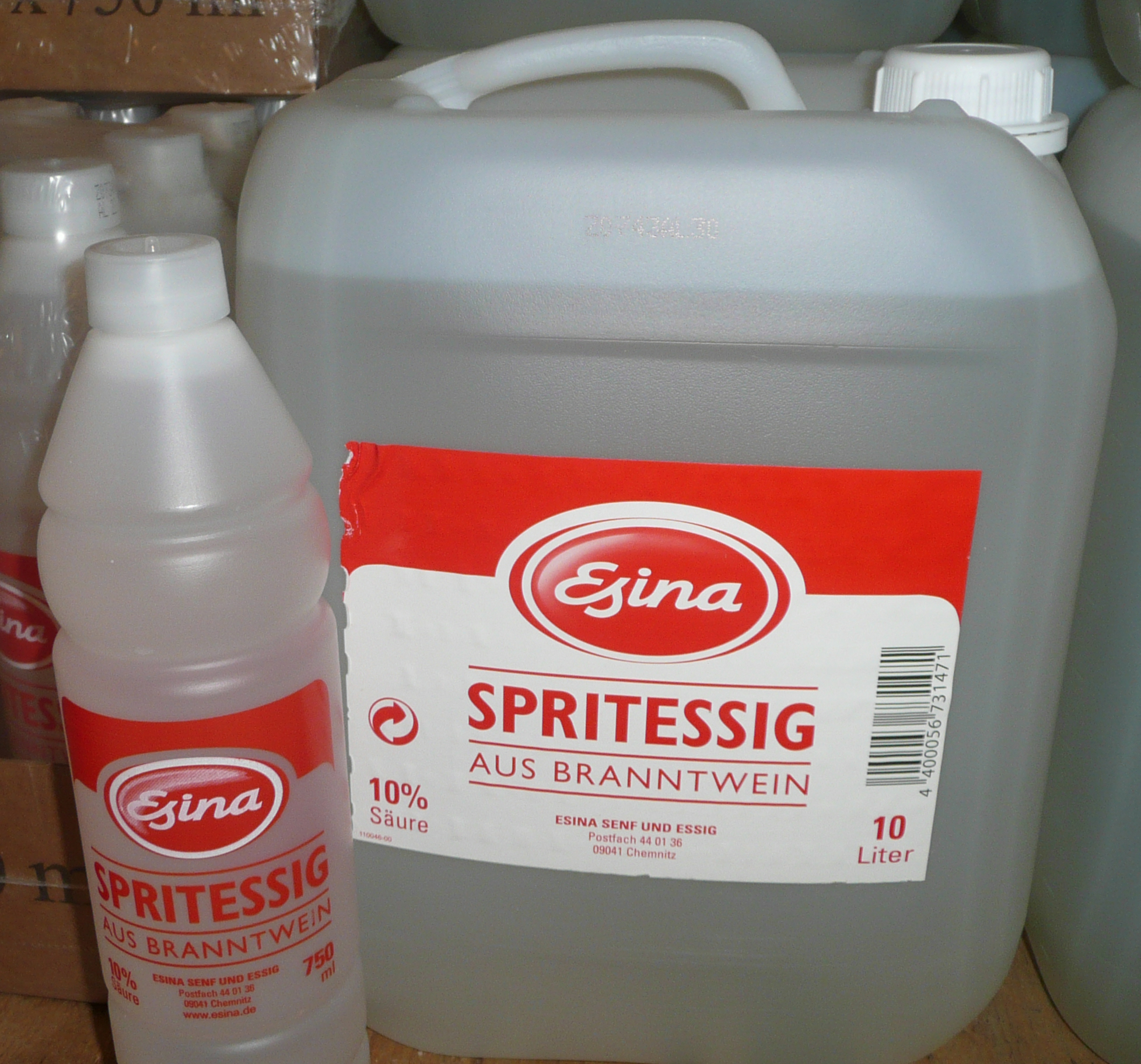
Spritessig aus Branntwein

Aufgrund seiner günstigen Herstellung findet Branntweinessig vor allem in der Lebensmittelindustrie bei der Herstellung von kalt gerührten Saucen, Mayonnaise, Senf, Ketchup und Marinaden für Aufstrichsalate Verwendung, wo ein leichterer Essig zu viel Flüssigkeit und Eigengeschmack einbringen würde. Die Nahrungsmittelhersteller benötigen Branntweinessig zum Einlegen oder als Würzmittel von Feinsaurem wie Gurken, Senf, Kürbissen etc. Im Einzelhandel wird häufig auch ein Essig angeboten, der zu 1/3 aus Weinessig und 2/3 aus Branntweinessig besteht. Dabei spricht man auch von „Weinwürzigem Essig“ oder „Wein-Branntwein-Essig“.

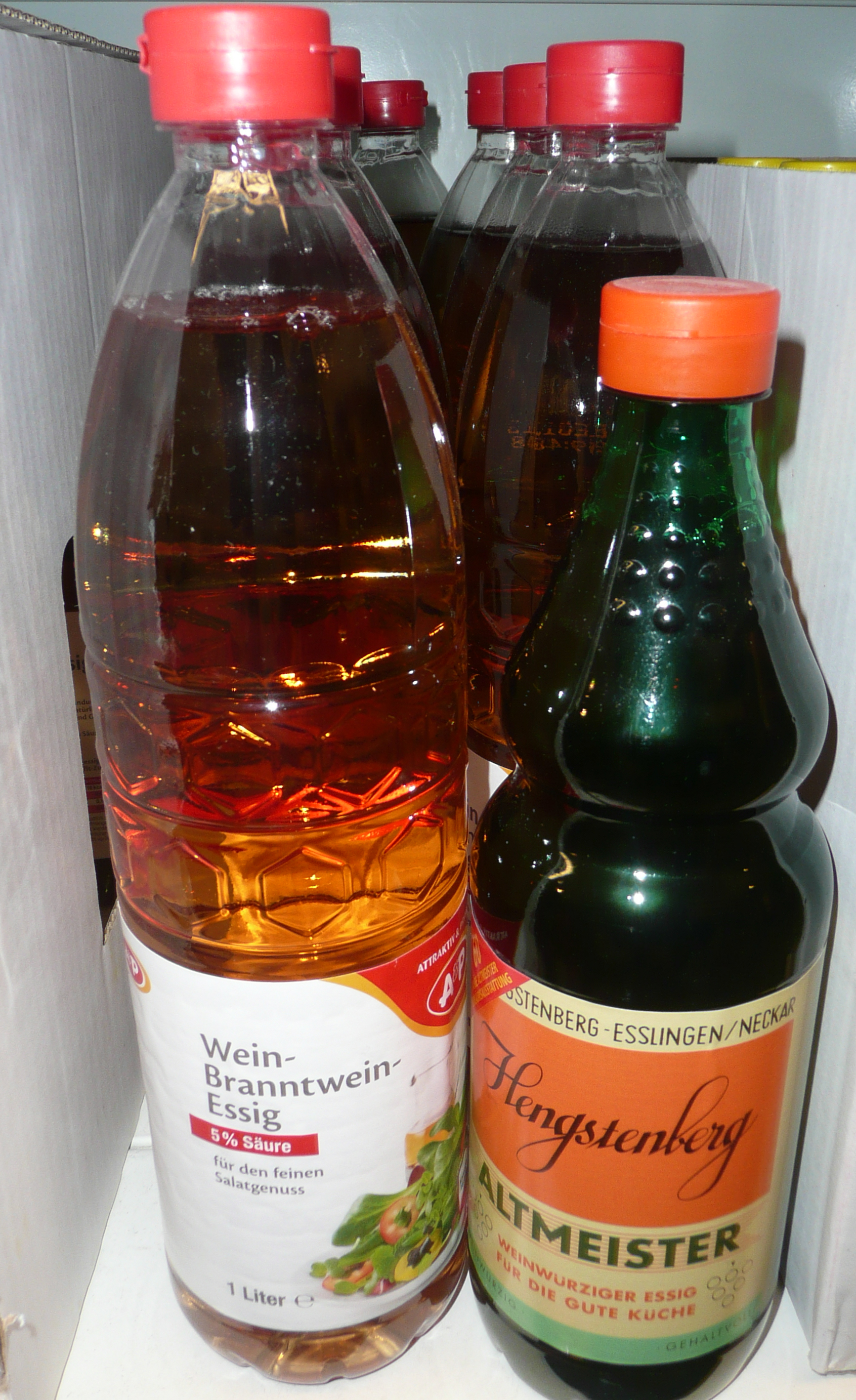
Essig, bestehend jeweils aus Branntweinessig (2/3) und Weinessig (1/3)

Auch wird Branntweinessig für industriell hergestellten Tsatsiki genutzt. Diesen kann man beim Öffnen eines Zazikibechers sofort riechen.
Eine spezielle Art des Branntweinessigs stellt der sog. Kartoffelessig dar. Im 19. Jahrhundert wurde Kartoffelessig aus Kartoffeln gewonnen. In Russland, wo vielfach Wodka selber gebrannt wird, wird dieser „Wodkaessig“ direkt aus verdünntem Wodka hergestellt. Dieser Essig dient dann zum Einlegen von Gurken, Kapern, Roter Bete u. a.
Als ein Edelbranntweinessig wird der Zirbenessig angesehen, der in der österreichischen Steiermark produziert wird. Er wird im traditionellen Verfahren aus mit Fruchtsaft verdünntem Zirbenschnaps hergestellt, der wiederum aus Zapfen der Zirbelkiefer gewonnen wird.
Ebenso können auch solche Branntweine wie Kornbrand, Whisky oder Rum zur Produktion von Branntweinessig genutzt werden. Dieser wiederum kann für „Ansatzessig“ genutzt werden, in dem er mit Kräutern, Gewürzen oder Gemüse versetzt wird und dadurch ein bestimmtes Aroma erhält.
Für die Herstellung einer aromareichen Vinaigrette ist reiner Branntweinessig eher ungeeignet.

## Steuer-Status
Obwohl Branntweinessig aus Alkohol hergestellt wird, unterliegt er in Deutschland nicht der Branntweinsteuer als Verbrauchsteuer, da er keinen relevanten Restalkoholgehalt aufweist. Nach einer Erhebung des Statistischen Bundesamts wurden 2009 zur Herstellung von Essig (§ 132 Abs. 1 Nr. 2 BranntwMonG) 215.349 hl zur steuerfreien Verwendung geliefert.